# Traktat madrycki (1670)
Traktat madrycki – traktat zawarty pomiędzy królestwami Anglii i Hiszpanii w 1670 roku, dziesięć lat po zakończeniu wojny angielsko-hiszpańskiej. Według postanowień traktatu, Hiszpania uznawała prawa Anglików do zajętych przez nich terenów na Morzu Karaibskim oraz nieodpłatnie przekazywała im władzę nad Jamajką oraz Kajmanami. Ponadto, udzielała jednostkom angielskim prawa do swobodnego poruszania się w obrębach tyczonego morza. Anglicy w zamian zagwarantowali pomoc w walce z piratami. Obie strony obiecały zaprzestania działalności handlowej w strefie wpływów drugiego państwa.